# The Military Balance
The Military Balance — щорічне видання від Міжнародного інституту стратегічних досліджень (Лондон), що містить оцінку військової спроможності та оборонного комплексу 171 країн світу.